# Büyük Adam Küçük Aşk
Büyük Adam Küçük Aşk é um filme de drama turco de 2001 dirigido e escrito por Handan İpekçi. Foi selecionado como representante da Turquia à edição do Oscar 2002, organizada pela Academia de Artes e Ciências Cinematográficas.

## Elenco
- Şükran Güngör - Rıfat Bey
- Dilan Erçetin - Hejar
- Füsun Demirel - Sakine
- Yıldız Kenter - Müzeyyen Hanım
- İsmail Hakkı Şen - Evdo Emmi